# Ests zangfeestmuseum
Het Ests zangfeestmuseum is een museum in de Estse stad Tartu gewijd aan het Estse theater en de Estse zangfeesttraditie. Het museum is gevestigd in het voormalige huis van de Vanemuine Vereniging, dat werd gebouwd in de eerste helft van de 19e eeuw en is vermeld als een cultureel monument. De Vanemuine Vereniging speelde een belangrijke rol in de oprichting van het Estse nationale theater en organiseerde het eerste zangfeest in 1869, wat resulteerde in de geboorte van het Estse zangfeest. Het museum heeft permanente tentoonstellingen gewijd aan zowel de geschiedenis van het liedfestival als het 150-jarig bestaan van het Vanemuine Theater. Lydia Koidula schreef het toneelstuk De Neef van Saaremaa voor de vijfde verjaardag van de Vanemuine Vereniging, wat wordt beschouwd als een van de eerste Estse theaterstukken. Het museum wordt beheerd door het Stadsmuseum van Tartu.